# Kachina Village
Kachina Village és una concentració de població designada pel cens dels Estats Units a l'estat d'Arizona. Segons el cens del 2000 tenia 2.664 habitants.

## Demografia
Segons el cens del 2000, Kachina Village tenia 2.664 habitants, 1.021 habitatges, i 658 famílies La densitat de població era de 857,1 habitants/km².
Dels 1.021 habitatges en un 33,5% hi vivien nens de menys de 18 anys, en un 52,4% hi vivien parelles casades, en un 8,1% dones solteres, i en un 35,5% no eren unitats familiars. En el 20% dels habitatges hi vivien persones soles el 2,1% de les quals corresponia a persones de 65 anys o més que vivien soles. El nombre mitjà de persones vivint en cada habitatge era de 2,61 i el nombre mitjà de persones que vivien en cada família era de 3,08.
Per edats la població es repartia de la següent manera: un 26% tenia menys de 18 anys, un 9,5% entre 18 i 24, un 37,4% entre 25 i 44, un 22,6% de 45 a 60 i un 4,5% 65 anys o més.
L'edat mediana era de 33 anys. Per cada 100 dones de 18 o més anys hi havia 109,6 homes.
La renda mediana per habitatge era de 45.703 $ i la renda mediana per família de 51.037 $. Els homes tenien una renda mediana de 34.375 $ mentre que les dones 26.750 $. La renda per capita de la població era de 17.849 $. Aproximadament el 4,4% de les famílies i el 8,4% de la població estaven per davall del llindar de pobresa.

## Poblacions més properes
El següent diagrama mostra les poblacions més properes.